# Тип 26 (револвер)
Револвер типа 26 (енгл. Type 26 revolver), јапански службени револвер с краја 19. века, произведен 1893. године.

## Историја
Јапански револвер Тип 26 добио је име по години владавине тадашњег цара. Овај револвер је конструисан 1893, што је била 26. година Мејџи ере. Први јапански револвер домаће производње, Тип 26 садржи различите елементе усвојене након пажљивог проучавања европских и америчких револвера. Јапанска морнарица је од раније користила већи број револвера Смит и Весон модел 3, па је ново оружје у основи личило на њега, иако је преузело и неке елементе револвера Наган и Галанд.
С обзиром на примитивно стање јапанске индустрије у време настанка, ови револвери били су углавном лошег квалитета, материјала и израде. Коришћен је као коњичко оружје. Званично је замењен полуаутоматским пиштољем Намбу пре Другог светског рата, али хиљаде су остале у служби до краја рата.

## Карактеристике
Револвер Тип 26 има осмоугаону цев са лежиштем за предњи нишан, док је задњи нишан на горњој страни рама. Револвер се отвара откачињањем куке на горњој страни тела испред ороза, после чега се цев и добош могу оборити наниже, што активира аутоматски избацивач чаура. Окидач је двоструког дејства - притискање окидача напиње ороз, и то самонапињући (ороз се не може напети руком), што смањује прецизност гађања, осим из непосредне близине.